# أوسكار لوبيز مارتينيز
أوسكار لوبيز مارتينيز (بالإسبانية: Óscar López Martínez)‏ (2 مايو 1984 ببلنسية في إسبانيا - ) هو لاعب كرة قدم إسباني في مركز الدفاع. لعب مع نادي ألكويانو ونادي أونتينيينت ونادي فياريال والنادي الرياضي بدانية ونادي فياريال ب وBenidorm CF ‏.

## وصلات خارجية
- أوسكار لوبيز مارتينيز على موقع قاعدة بيانات كرة القدم.إي يو (الإنجليزية)
- أوسكار لوبيز مارتينيز على موقع Soccerway.com (الإنجليزية)
- أوسكار لوبيز مارتينيز على موقع AS.com (الإسبانية)